# Ettore Veo
Ettore Veo (Taranto, 1888 – Roma, 1956) è stato un giornalista, commediografo e saggista italiano.

## Biografia
Giornalista, saggista, narratore e commediografo italiano, fu studioso della cultura e delle tradizioni popolari romane, lasciando ai posteri un notevole patrimonio letterario.
Fu uno dei fondatori del Gruppo dei Romanisti, che all'inizio si chiamò i "Romani della Cisterna" e che adottò l'attuale denominazione nel 1933. La nota associazione romana ebbe origine nel 1929 quando alcuni amici scrittori, poeti, giornalisti decisero d'incontrarsi presso il ristorante trasteverino "La Cisterna", per discutere, tra un piatto e l'altro della tipica cucina romana, di arte e cultura, trasformando il locale in una vera e propria accademia. Ancora oggi nei sotterranei del ristorante rimangono delle testimonianze di quel periodo e sulle pareti sono riportate alcune poesie di poeti romaneschi e in particolare di Ceseretto, al secolo Cesare Simmi, già proprietario del locale.
In base alla cronaca di Ceccarius, al secolo Giuseppe Ceccarelli (1889-1972), pubblicata nella "Strenna dei Romanisti" del 1952, ... Tutti romani gli otto fondatori, ad eccezione del tarantino Ettore Veo, il quale però aveva già tali benemerenze, specie per i suoi studi sul nostro dialetto, che gli furono de jure riconosciuti titoli di romanità.
Fu tra gli ideatori della "Strenna dei Romanisti"
, pubblicazione annuale nata nel 1940, alla quale il nostro autore assicurò una collaborazione attiva fin dal primo volume e ne fu anche redattore in quell'anno insieme ad Augusto Jandolo e Marcello Piermattei.
Fu a lungo redattore capo della rivista "Capitolium", la storica rivista culturale, nata nel 1925 da un'idea del governatore di Roma Filippo Cremonesi.
È stato autore, tra le altre, dell'importante opera I poeti romaneschi (1927), dove egli ha raccolto le voci dei nostri poeti dialettali e tutte quelle notizie utili a ricordarli, che ancora oggi resta un pilastro della letteratura romanesca. La compilazione dell'opera comportò all'autore vari anni di ricerche e di indagini, di confronti e di riscontri e, infine, anche le immancabili amarezze procurategli da coloro che non avevano apprezzato né lo spirito, né l'importanza del lavoro.
Era un acuto osservatore del piccolo mondo romano, del quale ricostruiva i tanti caratteristici personaggi che in quei luoghi aveva incontrato, la fruttivendola, il ciabattino, il gobbo, l'oste, l'ostessa, per popolarne le sue rubriche sulla stampa e che finivano poi sui libri da lui pubblicati, come Roma popolaresca (1929) e Gusto dei Romani (1946).
In una pagina commemorativa dal titolo Passeggiate con Veo, pubblicata sulla Strenna dei Romanisti del 1957, il poeta dialettale d'Abruzzo Vittorio Clemente (1895-1975) ci ha dato un quadro dei pomeriggi a zonzo per Roma del Veo, accompagnato di solito dallo stesso Clemente e dal poeta romanesco Goffredo Ciaralli (1891-1959). Quelle passeggiate non avevano una meta stabilita, però nel percorso non mancava mai una via di Campo Marzio. Era il rione di Veo: qui aveva lavorato nel suo primo giornale romano, qui c'era ancora il suo barbiere, il cappellano e il sarto, qui a via della Stelletta era "L'OSTERIA" dei frettolosi ed economici pasti, facendo un salto dal giornale, e che poi diventò il soggetto del romanzo dallo stesso titolo (1924), dove ha ricostruito un quadro della vita minuta del rione. 
È sepolto a Roma, nel cimitero del Verano.

## Opere
- Veo, Ettore - L'osteria ed altri due racconti - Roma: Alberto Stock editore, 1924
- Veo, Ettore - Gabriele D'Annunzio e Augusto Sindici - Roma: Fratelli Palombi, 1927
- Veo, Ettore - Il teatro romanesco - Roma: Soc. Nuova Antologia Milano: Bestetti e Tumminelli, 1927
- Veo, Ettore - I poeti romaneschi: notizie, saggi, bibliografia - Roma: Anonima romana editoriale, 1927
- Veo, Ettore - Roma nei suoi Fogli dialettali - Roma: Soc. Nuova Antologia Milano: Bestetti e Tumminelli, 1928
- Veo, Ettore (a cura di) - Roma nell'anno 1829 attraverso il diario inedito di Don Agostino Chigi - Roma: Soc. Nuova antologia Milano: Bestetti e Tumminelli, 1929
- Veo, Ettore - Roma popolaresca - Roma: Optima, 1929
- Veo, Ettore (a cura di) - Undici sonetti inediti di Giuseppe Gioacchino Belli - Roma: Soc. Nuova Antologia: Casa editrice d'arte Bestetti e Tumminelli, 1930
- Veo, Ettore - Il processo Fadda in versi romaneschi - Roma: Tipografia S.A.I.G.E., 1930
- Veo, Ettore - Evoluzione della poesia romanesca, 1931
- Veo, Ettore (a cura di) - Lettere inedite di G. G. Belli - Roma: Soc. Nuova Antologia Milano: Bestetti e Tumminelli, 1931
- Veo, Ettore - Per una bibliografia del dialetto romanesco - Roma: Paolo Cremonese, 1931
- Veo, Ettore - La poesia romanesca attuale - Roma: Paolo Cremonese, 1931
- Veo, Ettore - Rione 20: Testaccio - Roma: Fratelli Palombi, 1936
- Veo, Ettore - Bartolomeo Pinelli: un atto di Ettore Veo - Roma: fratelli Palombi, 1937
- Veo, Ettore - Gasparone: un atto di Ettore Veo - Roma: fratelli Palombi, 1938
- Veo, Ettore - Cassandrino: un atto di Ettore Veo - Roma: fratelli Palombi, 1939
- Veo, Ettore - La stampa quotidiana d'Italia in morte di Gabriele d'Annunzio - Roma: ed. della Rassegna italiana, 1939
- Veo, Ettore - Pascarella apocrifo - Roma: Palombi, 1940
- Veo, Ettore - Un pensiero a Ettore Petrolini - 1940
- Veo, Ettore - La vita di Polifemo romanzata da G. G. Belli - Roma: Fratelli Palombi, 1943
- Veo, Ettore – Cassandrino, Pinelli, Gasparone: tre atti unici - Roma: Staderini, 1945
- Veo, Ettore - Gusto dei romani: (pagine sparse) - Roma: Danesi, stampa 1946
- Osterie romane / O. Amato... [et al.] ; con prefazione di Augusto Jandolo ed Ettore Veo - Milano: Ceschina, stampa 1949
- Veo, Ettore - Teatri di Roma; testo di Ettore Veo; disegni di A. Della Torre - Ente provinciale per il turismo di Roma, 1951 (anche edizione francese, stesso editore e anno).